# Weiterswiller
Weiterswiller é uma comuna francesa na região administrativa de Grande Leste, no departamento Baixo Reno. Estende-se por uma área de 7,94 km². Em 2010 a comuna tinha 529 habitantes (densidade: 66,6 hab./km²).